# Johannes (Hanns) Guthmann

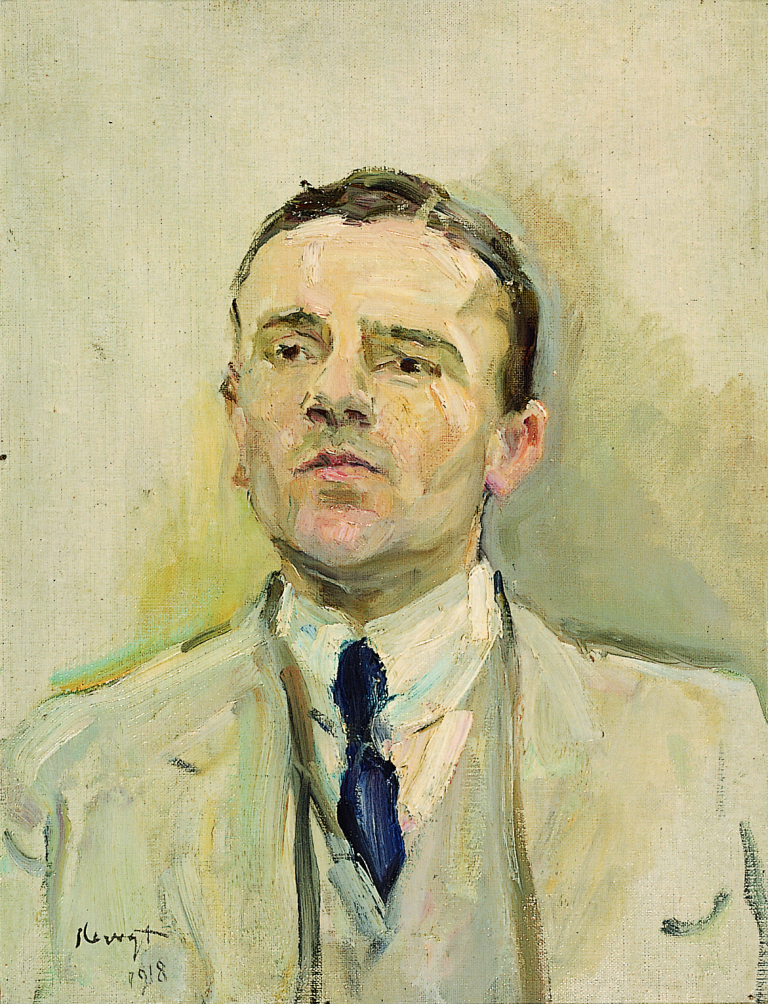
Max Slevogt: Porträt Dr. Johannes Guthmann, 1918, Landesmuseum Mainz

Johannes (Hanns) Guthmann (* 27. August 1876 in Berlin; † 9. September 1956 in Ebenhausen) war ein deutscher Kunsthistoriker, Schriftsteller und Kunstsammler. Er war der Sohn des wohlhabenden Berliner Kalksandstein-Fabrikanten und Bauunternehmers Robert Guthmann (1839–1924). und seiner Frau Marie (1847–1889) Johannes Guthmann hatte zwei Geschwister, Paul (1868–1894) und Else (1870–1910) und eine Halbschwester, Mary (1899–1972), aus der zweiten Ehe seines Vaters.

## Leben
Nach dem Studium der Geschichte, Philosophie, Literatur und Kunstgeschichte in Berlin, Leipzig und Heidelberg promovierte Johannes Guthmann (als Hanns Guthmann) 1900 in Kunstgeschichte über „Die Landschaftsmalerei der toskanischen Kunst im XIV. Jahrhundert“. Kurz darauf war er Volontär an der Berliner Nationalgalerie und Assistent des Direktors Hugo von Tschudi (1851–1911). Er strebte jedoch keine Karriere in diesem Beruf an, sondern lebte als Privatier, der in unregelmäßigen Abständen Märchen, Erzählungen, Novellen sowie Gedichte und seine Erinnerungen veröffentlichte.

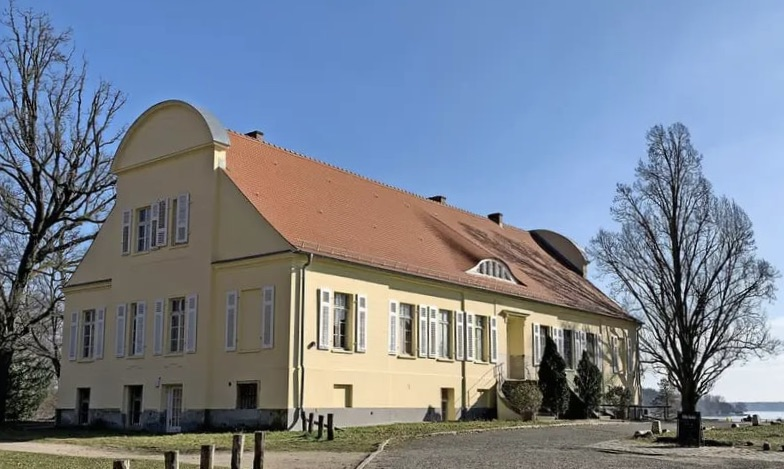
Gutshaus Neukladow an der Havel

Sein Vater Robert Guthmann – Gründer der Portlandzementfabrik Rüdersdorf und ab 1900 Betreiber der Berliner Kalksandsteinwerke  in Niederlehme, die damals als größte Kalksandsteinfabrik der Welt galten – überließ seinem Sohn 1909 das vermutlich von David Gilly (1748–1808) entworfene Gutshaus in Neu-Cladow (heute Gutshaus Neukladow) an der Havel. Er räumte seinem Sohn ein lebenslanges Wohnrecht ein.
Johannes Guthmann lebte hier von 1910 bis 1921 (unterbrochen durch den Ersten Weltkrieg) mit seinem Lebensgefährten Joachim Zimmermann (1875–1953, Schriftsteller). Während der Jahre in Neu-Cladow war das Gutshaus Treffpunkt der Berliner Kulturszene, in dem u. a. Max Slevogt und August Gaul, Paul Cassirer und Tilla Durieux, Gerhart Hauptmann, Walther Rathenau und der Kunsthistoriker und Schriftsteller Anton Mayer regelmäßig verkehrten.
Eine enge Freundschaft verband das Paar mit Max Slevogt, der die Hausherren porträtierte und sie auch auf Slevogts Ägyptenreise 1914 begleitete. 1921 widerrief der Vater seine frühere Zusage und überließ das Gut seiner Tochter aus zweiter Ehe, Mary (1899–1972), und ihrem Verlobten, die eine Familie gründen wollten.
Nach dem Auszug aus dem Gutshaus in Neu-Cladow zogen Johannes Guthmann und Joachim Zimmermann nach Schreiberhau (heute Szklarska Poręba/Polen) in Schlesien in ein großes Haus von Zimmermanns Mutter. Sie nahmen ihren Kunstbesitz und ihr Mobiliar mit, mussten aber Ende 1946 vor den polnischen Besatzern fliehen und ihr Haus aufgeben. Als Vertriebene verbrachten Guthmann und Zimmermann ihre letzten Jahre in einem Sanatorium in Ebenhausen-Zell (Gemeinde Schäftlarn, Oberbayern).
Ein Gedenkstein in Form eines Grabmals befindet sich in der Neukladower Allee 12 im nördlichen Teil des Gutsparks Neukladow auf einer Feuchtwiese (Kladow). Die Guthmann Akademie in Berlin widmet sich der Aufgabe, an Johannes Guthmann zu erinnern und sein Werk zu würdigen.

## Kunstsammlung

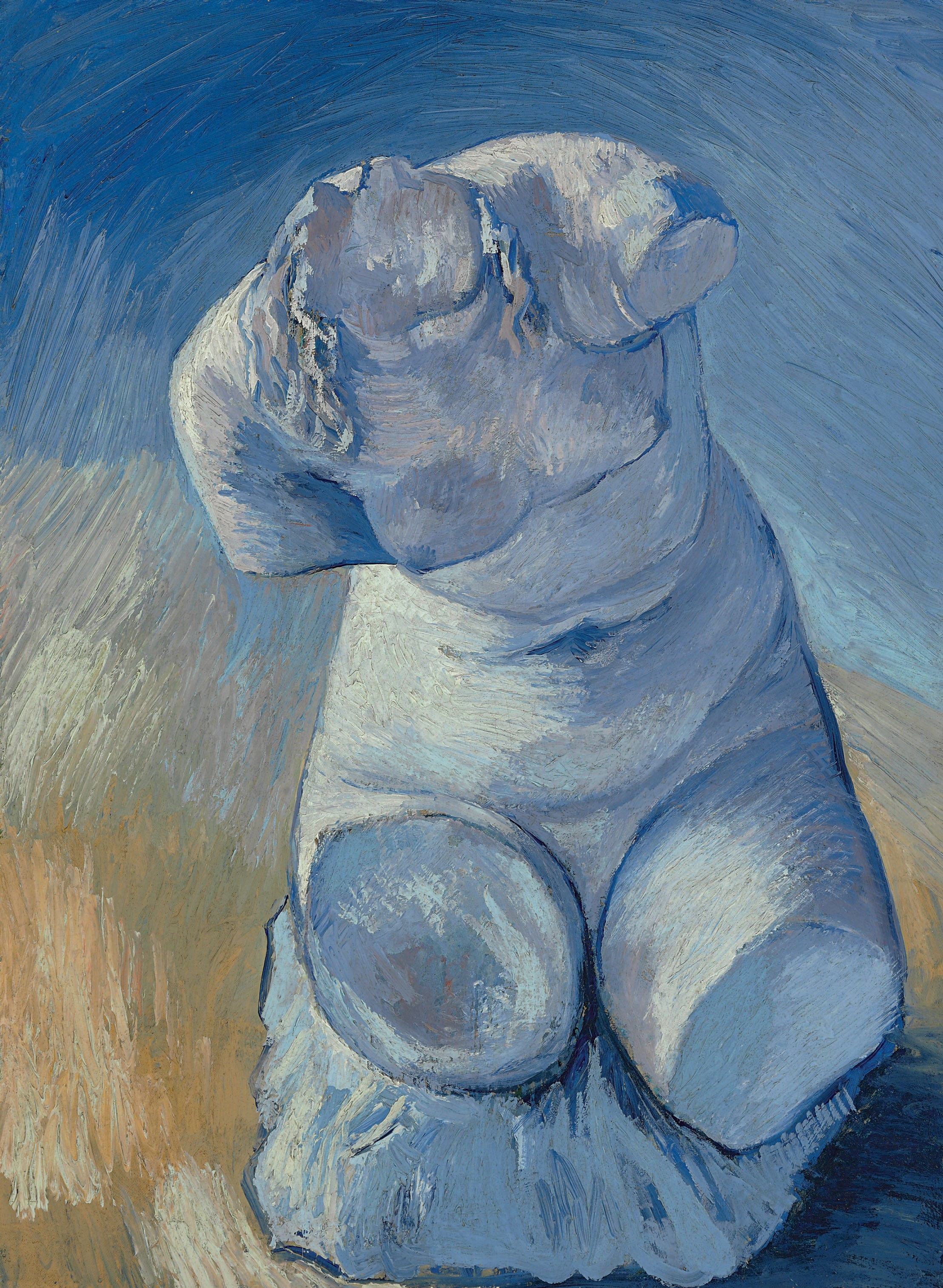
Vincent van Gogh: Gipstorso, vormals Sammlung Johannes Guthmann

Zur Sammlung im Gutshaus Neu-Cladow zählten malerische, graphische, plastische und kunstgewerbliche Arbeiten der Antike und der Klassischen Moderne, darunter zahlreiche Werke von Max Slevogt, Hans Purrmann und Otto Greiner sowie Arbeiten der Bildhauer August Gaul, Ernst Barlach und Georg Kolbe, auch Arbeiten von Edouard Manet, Edgar Degas, Puvis de Chavannes und mindestens zwei Gemälde von van Gogh. Johannes Guthmann erwarb einen Großteil seiner Kunstsammlung von Paul Cassirer.
Als Johannes Guthmann und Joachim Zimmermann 1921 nach Schreiberhau in Schlesien übersiedelten, nahmen sie ihre Kunstsammlung mit. Aufgrund der Vertreibung mussten sie einen Teil ihrer Sammlung dort zurücklassen. Im Herbst 1947 schrieb Guthmann an den Direktor der Mannheimer Kunsthalle, Walter Passarge, und legte vier Listen mit Kunstwerken vor, die sie 1945/46 verloren hatten. Dabei unterschied Guthmann zwischen Gemälden und Grafiken, die auf dem Transport „abhanden“ gegangen waren, und solchen, die in Schreiberhau „entführt oder zurückgelassen“ worden waren. Die Kalksteinstatue von Georg Kolbe, Trauernde Nymphe, 1908, befand sich seit 1913 in der Sammlung und wurde 1921 nach Schlesien verbracht. Sie steht heute im Garten des Carl und Gerhart-Hauptmann-Hauses in Schreiberhau (Szklarska Poręba/Polen).
Im Bestand der Sammlung befand sich auch das vom Galeristen Carl Nicolai erworbene Gemälde von Lovis Corinth, Jagdstillleben mit Eichelhäher, 1909. Obwohl Guthmann das Gemälde als eines der beim Transport verloren gegangenen Werke nannte, berichtete Gerhart Hauptmanns Witwe Margarete am 6. Mai 1952 an Charlotte Berend-Corinth, dass sich das Bild im Sanatorium Ebenhausen befinde. Das Bild wurde später über die Galerie Aenne Abels verkauft.

## Veröffentlichungen (Auswahl)
- Die Landschaftsmalerei der toskanischen Kunst im XIV. Jahrhundert. Inaugural-Dissertation der philosophischen Facultät der Grossherzogl. Badischen Ruprecht-Karls-Universität zu Heidelberg zur Erlangung der Doktorwürde vorgelegt von Hanns Guthmann. Leipzig 1900.
- Die Landschaftsmalerei der toskanischen und umbrischen Kunst von Giotto bis Rafael. Leipzig 1902.
- Über Otto Greiner. Leipzig 1903.
- Eurydikes Wiederkehr In Drei Gesängen. Steinzeichnungen von Max Beckmann. Paul Cassirer, Berlin 1909.
- Bilder aus Ägypten. Aquarelle und Zeichnungen von Max Slevogt. Berlin 1917.
- Scherz und Laune: Max Slevogt und seine Gelegenheitsarbeiten. Paul Cassirer, Berlin 1920.
- Schöne Welt: Wandern und Weilen mit Max Slevogt. [Aus den Lebenserinnerungen d. Verf.] Berlin 1948.
- Die Zypressen der Villa d’Este: Schicksale im Spiegel der Landschaft. München 1949.
- Max Slevogt in seiner Zeit. Vorwort von Wilhelm Weber. St. Ingbert 1954.
- Goldene Frucht: Begegnungen mit Menschen, Gärten und Häusern. Tübingen 1955.